# Cronología bíblica

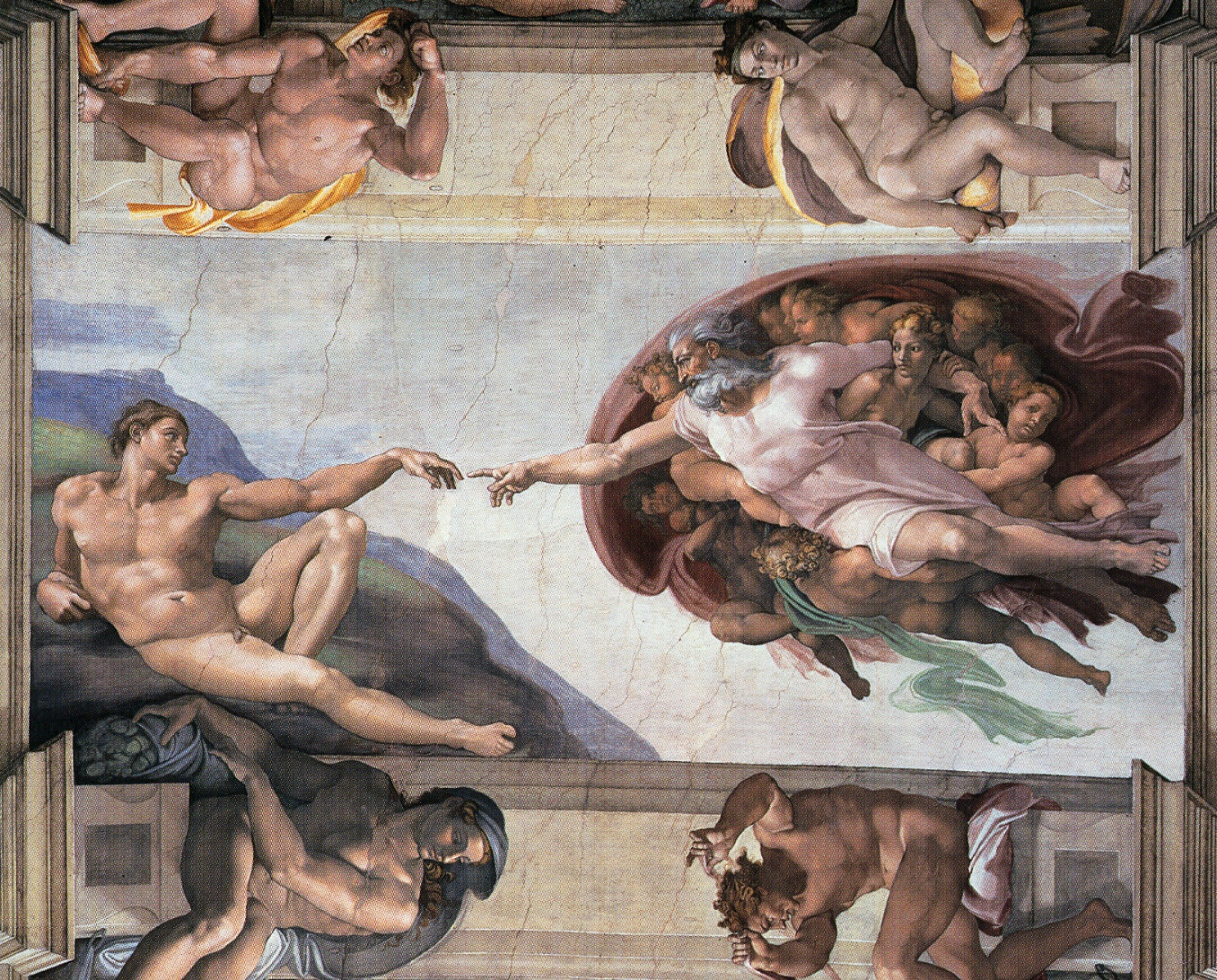
La creación de Adán, de Miguel Ángel.

Cronología bíblica es la denominación de las diversas y complejas propuestas cronológicas basadas en la Biblia para establecer la fecha de la Creación del mundo, y con ella la de su duración, así como la localización temporal de los eventos de la propia narración bíblica. Su concepción es teológica y vinculada a la simbología de los números (interpretada por la cabalística y otras modalidades de exégesis y hermenéutica bíblica), no científica ni histórica en el sentido moderno de estos conceptos. En una de sus más extendidas versiones, la Creación se produjo cuatro mil años antes de la re-consagración del Segundo Templo de Jerusalén por los macabeos (año 164 antes de la era cristiana).
El esquema de cuatro mil años (un «gran año») deriva de la idea, común en la época de los macabeos, de que la historia humana seguía un plan divino simétrico al de la creación del mundo en siete días, y que justifica la adopción de la semana como unidad de tiempo litúrgico que debe regir todas las actividades humanas. Es evidente también el propósito de los redactores bíblicos de establecer para su pueblo (el «pueblo elegido») una historia al menos tan prolongada como la de otros pueblos vecinos de religiones paganas.
Hasta el siglo XVIII, la creencia en la exactitud factual del relato bíblico y de su cronología era general entre todos los intelectuales europeos: científicos de la talla de Isaac Newton creían que la fecha de la Creación podía establecerse a partir del estudio de la Biblia. A partir de entonces, tanto la alta crítica de los textos bíblicos como los replanteamientos epistemológicos del conocimiento científico han determinado que la Biblia no se use como un libro científico, incluso por la mayor parte de los creyentes, a excepción de los literalistas; y en el caso de los estudios históricos sobre el Antiguo Israel y el resto del antiguo Oriente Próximo, únicamente como una fuente histórica, con todas las prevenciones con las que tales documentos deben utilizarse.

## Tabla
(Derivada de la obra de Thomas L. Thompson, The Mythic Past; de donde proceden las notas citadas)
| Fecha masorética Anno Mundi (AM) | Hecho                                   | Nota |
| -------------------------------- | --------------------------------------- | --- |
| 1 AM                             | Creación (Adán).                        | Desde la Creación hasta Abraham, se calculan las fechas añadiendo las edades de los patriarcas, que el texto bíblico proporciona en relación con el nacimiento de su sucesor. Se propone como posible que el periodo del Diluvio universal no se tenga en cuenta para el cómputo: así se ha interpretado que Sem, nacido cien años antes del Diluvio, tenga a su primer hijo dos años después del Diluvio, a pesar de que en Génesis 11:10-11 se especifica que sólo tiene cien años en ese momento. |
| 1946 AM                          | Nacimiento de Abraham.                  | El periodo desde el nacimiento del hijo de Sem hasta la salida de Abraham hacia Canaan es de 365 años, para hacerse idéntico al periodo de vida de Enoc (365 años), lo que también es el número de los días de un año. Hay diez patriarcas entre Adán y el Diluvio, y diez entre el Diluvio y Abraham – la Septuaginta añade un ancestro más, de modo que el segundo grupo es de diez entre el Diluvio y Taré. Noé y Taré cada uno tuvieron tres hijos, de los cuales el primero es el que se toma como base del cómputo en cada caso. |
| 2236 AM                          | Llegada a Egipto (cautividad de Egipto) | El periodo entre la entrada de Abraham en Canaan (2021 AM) y la entrada de Jacob en Egipto es de 215 años, calculados a partir de las edades de Abraham, Isaac y Jacob; el periodo de estancia en Egipto se calcula en Éxodo 12:40 en 430 años, aunque la Septuaginta y el texto samaritano sólo contemplan 430 años entre Abraham y Moisés; las epístolas paulinas del Nuevo Testamento concuerdan con la Biblia hebrea. |
| 2666 AM                          | El Éxodo                                | Hay discrepancias en la información de cuánto debió durar la estancia de los israelitas en Egipto: Éxodo 12:40 establece 430 años, mientras que Éxodo 6:14-25 indica que sólo cuatro generaciones (de Leví a Moisés); de modo similar, en Génesis 15:13 se predice que la opresión duraría 400 años, mientras que en Génesis 15:16 se indica que los descendientes de Abraham volverán en la cuarta generación; dando al número cuatro un papel central en ello. El Éxodo (2666 AM) ocurriría exactamente en un momento situado a dos tercios del periodo de cuatro mil años, marcándose como el evento pivotante de la cronología. También es el punto situado a los dos tercios de la sucesión de cuarenta «generaciones» de cien años cada una, con Aarón, el primer Sumo Sacerdote, como generación número 26 desde Adán. |
| 3146 AM                          | Templo de Salomón                       | El periodo entre la fundación del Templo en el cuarto año del reino de Salomón y su destrucción es de 430 años, obtenido al sumar la duración de los reinados del reino unificado y de los del reino de Judá hasta el cuarto año de Salomón. El cuarto año del reinado de Salomón se situaría exactamente 1,200 años después del nacimiento de Abraham (Abraham habría nacido en 1946 AM si no se cuentan los dos años del Diluvio), y hubo exactamente veinte reyes tanto en Judá como en Israel tras Salomón, aunque el reino de Judá sobrevivió en más de cien años al de Israel. Se ha llegado a proponer que algunos de los reyes menores de Israel hubieran sido simplemente una ficción necesaria para «maquillar los números» (Auld, 2010).                                                                           |
| 3576 AM                          | Cautividad de Babilonia.                | El periodo entra la destrucción del Templo (3576 AM) y el decreto de Ciro que marca el fin de la cautividad de Babilonia (3626 AM) es de 50 años, los que, añadidos a los 430 años de duración del Templo, producen otro periodo simétrico de 480 años. |
| 3626 AM                          | Edicto de Ciro.                         | Los eruditos han establecido que la cautividad de Babilonia duró aproximadamente cincuenta años, pero el Libro de Jeremías establece que fueron setenta años, «claramente sobre bases ideológicas». (70 es 7×10, donde el número 7 simboliza la perfección divina y el número 10 la completud). El Libro de Esdras usa un marco temporal de cincuenta años donde sitúa la construcción del Segundo Templo en el primer año de Ciro (538 a. C.), de acuerdo con la «ley de los jubileos" del Levítico. |
| 4000 AM                          | Re-consagración del Templo.             | El periodo final son los 374 años entre el edicto de Ciro (538 a. C.) y la re-consagración del Templo por los macabeos (164 a. C.) El ciclo completo de 4,000 años se calcula hacia atrás desde este punto. |

## Historia de la interpretación: cronologías de la Biblia

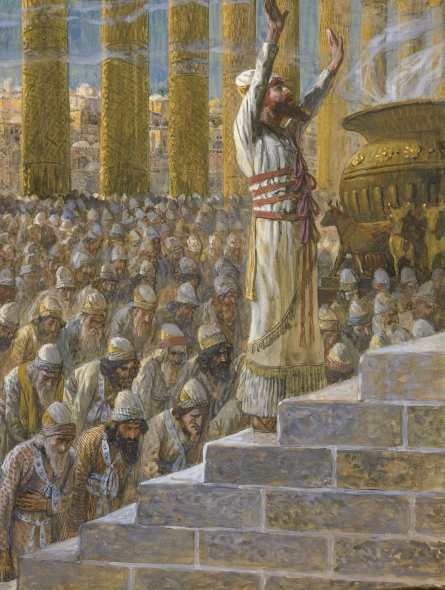
Salomón consagrando el Templo, de James Tissot o seguidores (serie Antiguo Testamento —comenzada en 1896, continuada tras la muerte de Tissot en 1902 y publicada en 1904—).

### Cronologías judías y cristianas
La abundante presencia de datos cronologícos en el texto bíblico parecería indicar que es posible construir una cronología exacta de la historia bíblica; pero, en la práctica, las múltiples zonas de confusión, vaguedades y discrepancias, lo hacen imposible. Para mayor dificultad, hay tres distintas versiones del texto bíblico a considerar: el texto masorético (usado en las biblias judías y cristianas de tradición occidental), el texto griego de la Septuaginta (usado en la tradición cristiana oriental) y un segundo texto hebreo, el Pentateuco samaritano (usado por una secta del norte de Israel). Probablemente el sistema original no coincida con ninguna de esas tres.
El primer intento notable de convertir la «cronología bíblica» en una «cronología de la Biblia» fue el Libro de los Jubileos (siglo II a. C.); comenzando con la Creación, mide el tiempo en años, «semanas» de años (periodos de siete años) y «jubileos» (siete periodos de siete años), de modo que el intervalo entre la Creación y el asentamiento en Canaan es exactamente de cincuenta jubileos (2450 años).
Más importante, al menos para la cultura judía desde entonces, fue el Seder Olam Rabbah («gran orden del mundo»), una cronología judía del siglo II después de Cristo que, con revisiones, todavía se usa para el calendario hebreo tradicional. Proporciona fechas para la historia bíblica hasta la conquista de Persia por Alejandro Magno, datando los hechos desde la Creación (Anno Mundi). Como la cronología bíblica original y los jubileos, sus números son esquemáticos: 410 años para la duración del Primer Templo, 70 años desde su destrucción hasta la construcción del Segundo Templo, y 420 para la duración del Segundo Templo, haciendo un total de 900 años para los tres periodos; el Imperio persa (que en realidad debía computar unos dos siglos) se ajusta a una cifra de 52 años, idéntica a los 52 años que se dan para la duración de la cautividad de Babilonia.
Eusebio de Cesarea (c.260-340), intentando situar a Cristo en la cronología, pone su nacimiento en el 5199 AM, lo que fue aceptado extensamente en la iglesia occidental. A medida que se acercaba el año 6000 AM (800 de la era cristiana) se incrementaban los miedos al fin del mundo, lo que incentivó el replanteamiento del cálculo que realizó Beda el Venerable, que puso el nacimiento de Cristo en el año 3952 AM. En el siglo XVI Lutero calculó que el Concilio de Jerusalén que aparece en Hechos de los Apóstoles en el año 4000 AM, lo que convenientemente remarcaba el momento en que, en su interpretación, se abolió la Ley mosaica y comenzaba la era de la Gracia. Este cálculo fue ampliamente aceptado entre los protestantes de Europa continental, mientras que entre los anglosajones tuvo más éxito la propuesta del arzobispo James Ussher (1581-1656), quien, utilizando cálculos de eruditos anteriores, situaba el nacimiento de Cristo cuatro años antes del cómputo hasta entonces habitual para la era cristiana, quedando el año 4004 antes de Cristo como fecha de la Creación. La cronología de Usher era tan detallada y comprensiva que se incorporó en los márgenes de las biblias en lengua inglesa de los siguientes doscientos años.

### Cronología de los reyes de Judá

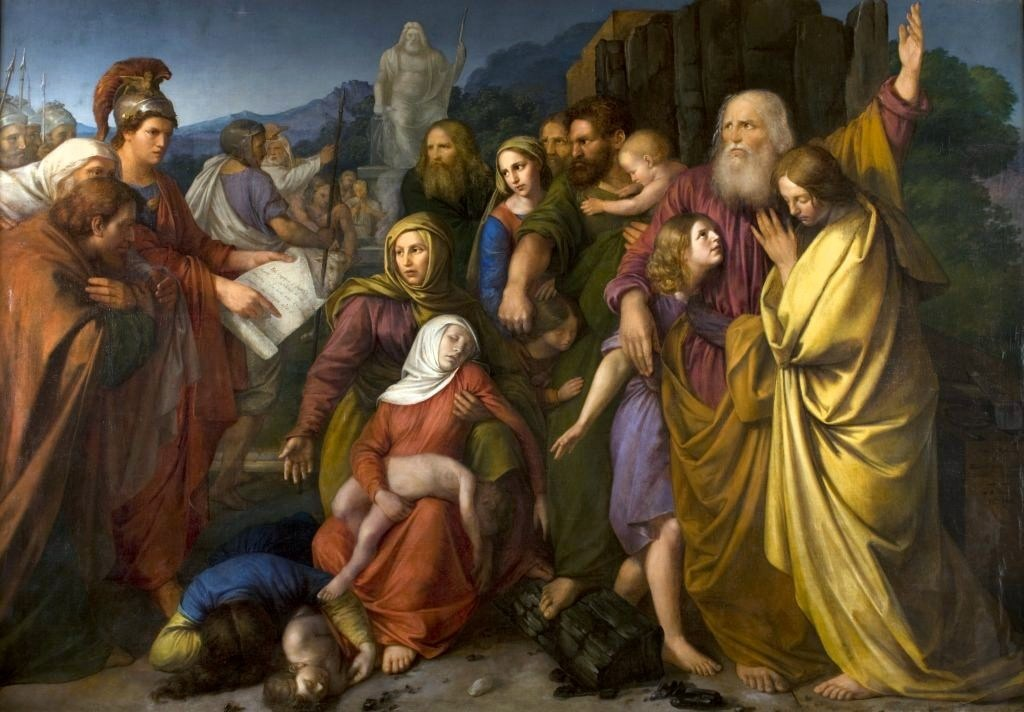
Los macabeos, de Wojciech Stattler, 1830-1842.

La cronología de la monarquía, al contrario que la de periodos anteriores, puede ser comparada con fuentes no bíblicas, lo que la hace más correcta en términos generales. La literalidad del Libro de los Reyes, que conecta cada rey con su antecesor y la duración de su reino («el rey X de Judá ascendió al trono el el año n del reinado del rey Y de Israel y gobernó n años»), parecería ser útil para establecer la cronología del periodo, pero en la práctica la tarea ha demostrado ser inabordable por su dificultad. El problema es que el libro contiene numerosas contradicciones: por poner sólo un ejemplo, como Roboam de Juda y Jeroboam de Israel comienzan a reinar al mismo tiempo (1 Reyes 12), y como Azarías de Judá y Joram de Israel son muertos a la vez (1 Reyes 9:24, 27), debería haber el mismo lapso de tiempo entre ambos momentos, pero el cómputo es de 95 años para los reyes de Judá y 98 para los de Israel. En breves términos: «los datos concernientes a los sincronismos aparecen en desesperante contradicción con los datos de las duraciones de los reinados».
En las últimas décadas, posiblemente la tentativa más ampliamente seguida para reconciliar las contradicciones ha sido la que propuso Edwin R. Thiele en The Mysterious Numbers of the Hebrew Kings (tres ediciones entre 1951 y 1983), pero su obra ha sido ampliamente criticada por, entre otras cosas, introducir «innumerables» co-regencias, construir un «complejo sistema de calendarios» y usar normas de cálculo ad hoc para conseguir una «absoluta armonía en la Escritura». Las debilidades del trabajo de Thiele han llevado a los eruditos posteriores a proponer nuevas cronologías.